# 마파 (프로게이머)
마파(본명: 원상연, 1992년 10월 30일 ~ )는 대한민국의 전직 리그 오브 레전드 프로게이머이다. 프로게임단 지도자로도 활동했다. 선수 시절 아이디는 Mafa이며 포지션은 서포터였다.

## 선수 시절
2011년 10월 21일 스타테일에 입단하면서 프로 커리어를 시작했다. 
2012년 10월, KT 롤스터 불리츠에 입단했다. 2012-2013 시즌 팀의 4강 진출에 기여했다. IEM 시즌 8 월드 챔피언십과 2013년 실내 무도 아시안 게임에서 팀의 준우승에 기여했다.
2014 스프링 시즌에서는 건강 문제로 인해 제로가 대신 출전했다. 2014 시즌을 마친 후 팀에서 퇴단했다.

## 은퇴 이후
2015시즌을 앞두고 중국의 인빅투스 게이밍의 코치로 부임했다. IG의 코치로 활동하면서 팀의 2018 롤드컵 우승에 기여했다. 2019시즌 종료 후 코치직에서 물러났다.
2022시즌을 앞두고 Gen.G의 코치로 부임했다.

## 소속팀

### 선수
| # | 팀명             | 소속 기간             | 소속 리그 | 비고 |
| - | ---------------- | --------------------- | --------- | ---- |
| 1 | 스타테일         | 2011.10.21~2012.08.27 | LCK       |      |
| 2 | KT 롤스터 불리츠 | 2012.10.10~2014.08.01 | LCK       |      |

### 지도자
| # | 팀명            | 직책 | 소속 기간             | 소속 리그 | 비고 |
| - | --------------- | ---- | --------------------- | --------- | ---- |
| 1 | 인빅투스 게이밍 | 코치 | 2014.12.18~2019.11.24 | LPL       |      |
| 2 | Gen.G           | 코치 | 2021.11.25~           | LCK       |      |

## 수상 내역

### 선수
- MLG 윈터 시즌 챔피언십 2013 우승
- 2013년 실내 무도 아시안 게임 금메달
- IEM 시즌 8 월드 챔피언십 우승
- 리그 오브 레전드 챔피언스 서머 2013 준우승

### 지도자
- 리그 오브 레전드 프로리그 서머 2018 준우승
- 리그 오브 레전드 월드 챔피언십 2018 우승
- 리그 오브 레전드 프로리그 스프링 2019 우승
- 2022 리그 오브 레전드 챔피언스 코리아 스프링 준우승
- 2022 리그 오브 레전드 챔피언스 코리아 서머 우승
- 리그 오브 레전드 월드 챔피언십 2022 4강
- 2023 리그 오브 레전드 챔피언스 코리아 스프링 우승